# Bellerive-sur-Allier
Bellerive-sur-Allier är en kommun i departementet Allier i regionen Auvergne-Rhône-Alpes i de centrala delarna av Frankrike. Kommunen ligger  i kantonen Escurolles som ligger i arrondissementet Vichy. År 2022 hade Bellerive-sur-Allier 8 898 invånare.

## Befolkningsutveckling
Antalet invånare i kommunen Bellerive-sur-Allier
Referens: INSEE